# Roupala spicata
Roupala spicata là một loài thực vật có hoa trong họ Quắn hoa. Loài này được Baehni miêu tả khoa học đầu tiên năm 1937.